# Amorphoscelidae
Amorphoscelidae Stål, 1877 è una famiglia di insetti dell'ordine Mantodea.

## Descrizione
Le specie di questa famiglia si caratterizzano per un pronoto breve e per l'assenza di spine sulle zampe raptoriali. La maggior parte delle specie hanno piccole dimensioni e colorazioni criptiche. Le femmine di alcune specie australiane (p. es Myrmecomantis atra) presentano mirmecomorfismo.

## Distribuzione e habitat
La famiglia è diffusa prevalentemente in Africa, Asia e Australasia. L'unica specie presente in Europa è Perlamantis alliberti, diffusa in Spagna, Portogallo e Francia meridionale.

## Tassonomia
La famiglia comprende 17 generi raggruppati in 3 sottofamiglie:
- Sottofamiglia Amorphoscelinae
  - Amorphoscelis Stal, 1871
  - Amorphoscelites † Gratshev & Zherikhin, 1994
  - Bolivaroscelis Roy, 1973
  - Caudatoscelis Roy, 1973
  - Gigliotoscelis Roy, 1973
  - Maculatoscelis Roy, 1973
- Sottofamiglia Paraoxypilinae
  - Cliomantis Giglio-Tos, 1913
  - Exparoxypilus Beier, 1929
  - Gyromantis Giglio-Tos, 1913
  - Metoxypilus Giglio-Tos, 1913
  - Myrmecomantis Giglio-Tos, 1913
  - Nesoxypilus Beier, 1965
  - Paraoxypilus Saussure, 1870
  - Phthersigena Stal, 1871
- Sottofamiglia Perlamantinae
  - Compsothespis Saussure, 1872
  - Paramorphoscelis Werner, 1907
  - Perlamantis Guerin-Meneville, 1843